# London Football Association
La London Football Association (acronimo LFA) è l'associazione calcistica regionale dell'area amministrativa della Grande Londra, nel Regno Unito.
Costituita nel 1882 e affiliatasi alla The Football Association, gestisce tutti i livelli del calcio (maschile, femminile, giovanile) nella sua area di competenza, avente un raggio di 12 miglia con Charing Cross al centro. In totale afferiscono alla London FA oltre 80 campionati, 50.000 giocatori e allenatori e 1.200 arbitri.
Oggi la London Football Association organizza 8 diverse competizioni del tipo County Cup ("Coppa di Contea"):
- The London Senior Cup;
- The London Intermediate Cup - cominciata nel 1962;
- The London Junior Cup;
- The London FA Women's Cup - disputatasi per la prima volta nel 1994-95;
- The London Veterans Cup;
- The London Sunday Intermediate Cup;
- The London Sunday Junior Cup;
- The London Sunday Challenge Cup.

La LFA organizzava anche la
- London Charity Cup - interrotta nel 1975